# Bouhans-lès-Montbozon
Bouhans-lès-Montbozon är en kommun i departementet Haute-Saône i regionen Bourgogne-Franche-Comté i östra Frankrike. Kommunen ligger i kantonen Montbozon som tillhör arrondissementet Vesoul. År 2022 hade Bouhans-lès-Montbozon 125 invånare.

## Befolkningsutveckling
Antalet invånare i kommunen Bouhans-lès-Montbozon
| Referens: INSEE |